# 大屯街道 (北京市)
大屯街道是北京市朝阳区西北部的一个街道办事处。是北京亚运村和2008年奥运会主场馆的核心地区。
位于北四环中路与北五环中路之间。东邻望京街道和来广营地区，西接奥运村街道和亚运村街道，南邻小关街道和太阳宫地区。

## 名称
关于大屯村的最早记载出现在清代《日下旧闻考》中的“大屯村永安庄真武庙”和“大屯村在土关之北”，“大屯”地名的来历则有两种说法，其一为金国的屯兵之地，其二为明朝正统年间囤积皇粮的多座大粮仓，俗称“大囤”，明末逐渐形成村落，称“大屯”。

## 下辖社区
大屯街道目前下辖社区有（14个）：
- 欧陆经典社区
- 育慧西里社区
- 育慧里社区
- 新新家园社区
- 世纪村社区
- 嘉铭园社区
- 安慧东里社区
- 大屯里社区
- 安逸社区
- 慧忠北里第二社区
- 秀雅社区
- 慧忠北里第一社区
- 慧忠里第二社区
- 慧忠里第一社区